# Mikhail Klaynerov
Mikhail Klaynerov (em búlgaro:  Михаил Клайнеров, 1904 — data de morte desconhecido) foi um ciclista olímpico búlgaro. Representou sua nação em dois eventos nos Jogos Olímpicos de Verão de 1924.